# Buck Rodgers
Pour les articles homonymes, voir Rodgers.
Ne pas confondre avec Buck Rogers.
Robert LeRoy "Buck" Rodgers (né le 16 août 1938 à Delaware, Ohio) est un ancien receveur, manager et instructeur de baseball dans les Ligues majeures.

## Carrière de joueur
Rodgers signe son premier contrat professionnel avec l'organisation des Tigers de Detroit mais ne joua jamais avec cette équipe, puisqu'il est sélectionné par les Angels de la Californie, avec qui il passera toute sa carrière de joueur, au repêchage d'expansion de 1961.
En neuf saisons et 932 parties jouées dans les majeures, le receveur a conservé une moyenne au bâton de .232 avec 704 coups sûrs, dont 31 coups de circuits, et 288 points produits. Il a terminé 5e dans la Ligue américaine pour les doubles en 1962, avec 34.

## Carrière de gérant
Instructeur au troisième but chez les Brewers de Milwaukee, la carrière de gérant de Buck Rodgers commence par un concours de circonstances malheureux. Il est appelé à remplacer George Bamberger, le gérant de l'équipe, après que celui-ci eut souffert d'une arrêt cardiaque.
Durant l'intérim assuré par Rodgers, la fiche des Brewers est de 26-21. Au retour de Bamberger cependant, l'équipe ne peut faire mieux que 47-45, et celui-ci céda définitivement sa place à Rogers. Milwaukee remporte alors 13 de ses 23 derniers matchs, terminant 3e dans sa division.
En 1981, Buck Rodgers remporte son seul championnat de division, celui de la section Ouest de la Ligue américaine. Milwaukee est cependant éliminé 3-2 par les Yankees de New York lors d'une série de division organisée exceptionnellement en raison d'une grève des joueurs ayant perturbé la saison pendant six semaines.
En mai 1982, Rodgers est congédié par Milwaukee après un début de saison de 23 victoires et 24 défaites.
L'ancien receveur poursuit alors sa carrière de gérant dans les rangs mineurs, menant l'équipe AAA des Indians d'Indianapolis au championnat de la saison 1984, ce qui lui vaudra d'être promu gérant des Expos de Montréal en remplacement de Jim Fanning. Les premières six saisons de Rodgers à Montréal furent généralement bonnes, avec une seule saison perdante. Mais l'équipe fut incapable de s'élever plus haut que la 3e place dans la division Est. En 1991, les Expos perdent 29 de leurs 49 premiers matchs, et Rodgers est congédié et remplacé par Tom Runnells.
Le dossier global de Buck Rodgers à Montréal est de 520 victoires contre 499 défaites.
En août 1991, à peine quelques mois après son congédiement par les Expos, il est engagé comme gérant des Angels de la Californie, qui viennent de licencier Doug Rader. L'équipe conserve un dossier de 20-18 en fin de saison sous les ordres de Rodgers.
En 1992, avec 39 matchs de disputés dans la saison régulière, Buck Rodgers est sérieusement blessé lorsque l'autocar des Angels est impliqué dans un accident de la route. En convalescence, il rate près de 90 parties avant de reprendre son poste. La saison 1992 se termine avec un dossier de 72-90. En 1993, l'équipe ne s'améliore pas avec une fiche de 71-91. Puis en mai 1994, après avoir remporté seulement 16 matchs sur 39 en 1994, les Angels congédient Rodgers et le remplacent par Marcel Lachemann.
Entre sa carrière de joueur et celle de gérant, Rodgers a fait ses classes en servant comme instructeur chez les Twins du Minnesota de 1970 à 1974, les Giants de San Francisco en 1976 et les Brewers de 1978 à 1980. De 1975 à 1977, il a aussi été gérant dans les ligues mineures avec le club-école des Angels.